# Trapeang Kranhung
Trapeang Kranhung es una comuna (khum) del distrito de Tram Kak, en la provincia de Takéo, Camboya. En marzo de 2008 tenía una población estimada de 6985 habitantes.
Se encuentra ubicada al sur del país, en la llanura camboyana, cerca del río Mekong y de la frontera con Vietnam.